# Bassu

Bassu este o comună în departamentul Marne, Franța. În 2009 avea o populație de 127 de locuitori.